# Calcio Lecco 1912 2021-2022
Questa voce raccoglie le informazioni riguardanti il Calcio Lecco 1912 nelle competizioni ufficiali della stagione 2021-2022.

## Stagione
Nella stagione 2021-2022 il Lecco disputa il girone A del campionato di Serie C, raccoglie 55 punti con il nono posto finale. Disputa solo il primo turno dei Play-off, venendo subito eliminato (0-2) dalla Pro Patria. Inizia la stagione allenato da Mauro Zironelli, rilevato a fine novembre da Luciano De Paola. Partecipa anche alla Coppa Italia di Serie C inserito nel gruppo A, viene eliminato al primo turno perdendo (2-1) contro l'Albinoleffe.

## Divise e sponsor
Il fornitore tecnico della stagione 2021-2022 è Legea. Gli sponsor di maglia sono Cantine Pirovano e Casa Coller.
La maglia interna presenta un design innovativo: la palatura bluceleste è infatti presente quasi solo nella parte inferiore della maglia, con un effetto sfumato che porta i pali più chiari a svanire, sotto il petto, nella tinta più scura. Il celeste è presente anche sullo scollo, mentre le maniche riprendono l'effetto del torso. Pantaloncini e calzettoni sono blu scuro e le personalizzazioni sono color oro.
Il completo di cortesia è bianco: i colori sociali compaiono sotto forma di pinstripes (sfumate superiormente) sul tronco, nonché sul colletto, sui risvolti delle maniche e dei calzoncini. Le personalizzazioni sono blu.
La terza divisa è completamente verde, con solo una fascia blu-celeste-blu a smezzare il tronco. Le personalizzazioni sono celesti.
| Casa | Trasferta | Terza divisa |

## Rosa
| N. |                    | Ruolo | Calciatore          |
| -- | ------------------ | ----- | ------------------- |
| 1  | Italia (bandiera)  | P     | Marco Pissardo      |
| 2  | Croazia (bandiera) | D     | Vedran Celjak       |
| 3  | Italia (bandiera)  | D     | Patrick Enrici      |
| 4  | Italia (bandiera)  | C     | Giorgio Galli       |
| 5  | Italia (bandiera)  | C     | Filippo Lora        |
| 6  | Italia (bandiera)  | D     | Lino Marzorati      |
| 7  | Italia (bandiera)  | C     | Luca Giudici        |
| 8  | Albania (bandiera) | C     | Erald Lakti         |
| 9  | Italia (bandiera)  | A     | Simone Ganz         |
| 10 | Croazia (bandiera) | A     | Tomi Petrović       |
| 11 | Italia (bandiera)  | D     | Ermes Purro         |
| 12 | Italia (bandiera)  | P     | Davide Libertazzi   |
| 13 | Italia (bandiera)  | D     | Matteo Battistini   |
| 14 | Italia (bandiera)  | C     | Alessandro Di Munno |
| 14 | Serbia (bandiera)  | C     | Aljoša Vasić        |
| 17 | Italia (bandiera)  | C     | Simone Iocolano     |
| 19 | Italia (bandiera)  | D     | Ivan Merli Sala     |

| N. |                    | Ruolo | Calciatore             |
| -- | ------------------ | ----- | ---------------------- |
| 20 | Italia (bandiera)  | A     | Antonio Reda           |
| 21 | Albania (bandiera) | C     | Erdis Kraja            |
| 22 | Senegal (bandiera) | P     | Khadim Ndiaye          |
| 23 | Italia (bandiera)  | A     | Ferdinando Mastroianni |
| 23 | Italia (bandiera)  | D     | Mattia Capoferri       |
| 24 | Italia (bandiera)  | C     | Tommaso Morosini       |
| 25 | Italia (bandiera)  | D     | Leonardo Bia           |
| 27 | Italia (bandiera)  | C     | Patrizio Masini        |
| 28 | Italia (bandiera)  | A     | Gian Marco Nesta       |
| 29 | Italia (bandiera)  | D     | Luca Sparandeo         |
| 30 | Italia (bandiera)  | A     | Alessio Nepi           |
| 32 | Italia (bandiera)  | A     | Mattia Tordini         |
| 33 | Italia (bandiera)  | D     | Eyob Zambataro         |
| 34 | Italia (bandiera)  | P     | Edoardo Ciancio        |
| 90 | Camerun (bandiera) | A     | Jonathan Italeng       |
| 99 | Italia (bandiera)  | A     | Nicolò Buso            |

## Calciomercato

### Sessione estiva(dal 01/07 al 31/08)
| Acquisti | Acquisti              | Acquisti       | Acquisti      |
| R.       | Nome                  | da             | Modalità      |
| -------- | --------------------- | -------------- | ------------- |
| P        | Filippo Ferrara       | Casatese       | fine prestito |
| P        | Khadim Ndiaye         | Atalanta       | prestito      |
| P        | Marco Pissardo        | Arezzo         | svincolato    |
| P        | Alexandros Safariakas | Chiasso        | fine prestito |
| D        | Matteo Battistini     | Piacenza       | svincolato    |
| D        | Leonardo Bia          | Cremonese      | svincolato    |
| D        | Patrick Enrici        | Sambenedettese | svincolato    |
| D        | Luca Sparandeo        | Benevento      | definitivo    |
| D        | Eyod Zambataro        | Atalanta       | prestito      |
| C        | Alberto Del Grosso    | Lavello        | fine prestito |
| C        | Alessandro Di Munno   | Monza          | definitivo    |
| C        | Erdis Kraja           | Atalanta       | prestito      |
| C        | Erald Lakti           | Fiorentina     | svincolato    |
| C        | Tommaso Morosini      | Monza          | prestito      |
| A        | Nicolò Buso           | Sestri Levante | svincolato    |
| A        | Simone Ganz           | Ascoli         | prestito      |
| A        | Luca Giudici          | Carrarese      | fine prestito |
| A        | Tomi Petrović         | Virtus Entella | prestito      |
| A        | Antonio Reda          | Atalanta       | prestito      |
| A        | Mattia Tordini        | Novara         | svincolato    |

| Cessioni | Cessioni              | Cessioni         | Cessioni      |
| R.       | Nome                  | a                | Modalità      |
| -------- | --------------------- | ---------------- | ------------- |
| P        | Davide Borsellini     | Viterbese        | fine prestito |
| P        | Marco Pissardo        | Arezzo           | fine prestito |
| P        | Alexandros Safariakas | Chiasso          | definitivo    |
| D        | Matteo Capoferri      | Brescia          | fine prestito |
| D        | Cristian Cauz         | Reggiana         | definitivo    |
| D        | Andrea Malgrati       |                  | fine carriera |
| D        | Cosimo Nannini        | Bari             | fine prestito |
| D        | Leonardo Raggio       | Genoa            | fine prestito |
| C        | Francesco Bolzoni     | Bari             | fine prestito |
| C        | Alberto Del Grosso    | Folgore Caratese | svincolato    |
| C        | Fabio Foglia          | Arezzo           | fine prestito |
| C        | Andrea Malinverno     | Ponte San Pietro | prestito      |
| C        | Matteo Marotta        |                  | svincolato    |
| C        | Marco Moleri          |                  | fine carriera |
| C        | Gian Marco Nesta      | Ternana          | fine prestito |
| A        | Paulo Azzi            | Modena           | svincolato    |
| A        | Riccardo Capogna      | Pro Sesto        | svincolato    |
| A        | Michele Emmausso      | Campobasso       | svincolato    |
| A        | Siaka Haidara         | Panserraïkos     | svincolato    |
| A        | Luigi Liguori         | Lilla            | fine prestito |
| A        | Doudou Mangni         | Catanzaro        | fine prestito |

### Operazioni tra le due sessioni
| Acquisti | Acquisti | Acquisti | Acquisti |
| R.       | Nome     | da       | Modalità |
| -------- | -------- | -------- | -------- |

| Cessioni | Cessioni            | Cessioni | Cessioni   |
| R.       | Nome                | a        | Modalità   |
| -------- | ------------------- | -------- | ---------- |
| C        | Alessandro Di Munno |          | svincolato |

### Sessione invernale(dal 04/01 al 01/02)
| Acquisti | Acquisti          | Acquisti     | Acquisti   |
| R.       | Nome              | da           | Modalità   |
| -------- | ----------------- | ------------ | ---------- |
| P        | Davide Libertazzi | Piacenza     | definitivo |
| D        | Mattia Capoferri  | Brescia      | prestito   |
| C        | Aljoša Vasić      | Padova       | prestito   |
| A        | Jonathan Italeng  | Atalanta     | prestito   |
| A        | Alessio Nepi      | Pro Vercelli | prestito   |
| A        | Gian Marco Nesta  | Ternana      | definitivo |

| Cessioni | Cessioni               | Cessioni     | Cessioni      |
| R.       | Nome                   | a            | Modalità      |
| -------- | ---------------------- | ------------ | ------------- |
| P        | Khadim Ndiaye          | Atalanta     | fine prestito |
| D        | Leonardo Bia           | Crema        | prestito      |
| D        | Simone Iocolano        | Juventus U23 | definitivo    |
| A        | Ferdinando Mastroianni | Fiorenzuola  | definitivo    |

## Risultati

### Serie C

#### Girone di andata
| Arbitro: | Rutella (Enna) |

|                   |           |  |
| Bunino 87’ (rig.) | Marcatori |  |

| Arbitro: | Pascarella (Nocera Inferiore) |

|                                           |           |              |
| Masini 29’ Tordini 39’, 43’ Giudici 90+2’ | Marcatori | 70’ Laurenti |

| Arbitro: | Mucera (Palermo) |

|  |           |            |
|  | Marcatori | 9’ Tordini |

| Arbitro: | Fontani (Siena) |

|              |           |  |
| Iocolano 54’ | Marcatori |  |

| Arbitro: | Marotta (Sapri) |

|                           |           |  |
| G. De Luca 11’ Trotta 43’ | Marcatori |  |

| Arbitro: | Vergaro (Bari) |

|                                 |           |  |
| Masini 2’ Giudici 88’ Kraja 90’ | Marcatori |  |

| Arbitro: | Rinaldi (Bassano del Grappa) |

|                                    |           |            |
| Bruschi 45+1’ Tommasini 83’ (rig.) | Marcatori | 24’ Enrici |

| Arbitro: | Cascone (Nocera Inferiore) |

|                                        |           |                            |
| Masini 30’ Mastroianni 38’ Tordini 67’ | Marcatori | 45+1’ Hraiech 47’ Ceravolo |

| Arbitro: | Luciani (Roma) |

|              |           |          |
| Guccione 83’ | Marcatori | 77’ Ganz |

| Arbitro: | Iacobellis (Pisa) |

|                     |           |                         |
| Ganz 41’ Masini 76’ | Marcatori | 43’, 81’, 86’ Galuppini |

| Arbitro: | Zanotti (Rimini) |

|              |           |  |
| Scardina 17’ | Marcatori |  |

| Arbitro: | Carrione (Castellammare di Stabia) |

|                           |           |                            |
| Kraja 61’ T. Morosini 80’ | Marcatori | 47’ (rig.) Danti 67’ Faedo |

| Arbitro: | Arena (Torre del Greco) |

|           |           |  |
| Soulé 42’ | Marcatori |  |

| Arbitro: | Fontani (Siena) |

|                                   |           |                               |
| Iocolano 54’ (rig.) Zambataro 55’ | Marcatori | 26’ Galeandro 85’, 90+3’ Zoma |

| Arbitro: | Grasso (Ariano Irpino) |

|                                           |           |  |
| Trainotti 15’ Carini 60’ Ruffo Luci 90+4’ | Marcatori |  |

| Arbitro: | Giordano (Novara) |

|  |           |            |
|  | Marcatori | 14’ Odogwu |

| Arbitro: | Lovison (Padova) |

|  |           |            |
|  | Marcatori | 61’ Celjak |

| Arbitro: | Centi (Viterbo) |

|             |           |                                                        |
| Cortesi 86’ | Marcatori | 7’ (rig.) Giudici 11’ Iocolano 13’ Petrović 70’ Celjak |

| Lecco 18 dicembre 2021, ore 17:30 CET 19ª giornata | Lecco              | 0 – 0 referto | Pro Sesto | Stadio Rigamonti-Ceppi (788 spett.)\| Arbitro: \| Frascaro (Firenze) \| |
| Arbitro:                                           | Frascaro (Firenze) |               |           |                                                                         |

#### Girone di ritorno
| Lecco 19 gennaio 2022, ore 18:00 CET 20ª giornata | Lecco             | 0 – 0 referto | Pro Vercelli | Stadio Rigamonti-Ceppi (400 spett.)\| Arbitro: \| Cavaliere (Paola) \| |
| Arbitro:                                          | Cavaliere (Paola) |               |              |                                                                        |

| Arbitro: | Cherchi (Carbonia) |

|           |           |                      |
| Burić 38’ | Marcatori | 73’ (rig.), 88’ Ganz |

| Arbitro: | Bordin (Bassano del Grappa) |

|                  |           |  |
| Magri 41’ (aut.) | Marcatori |  |

| Arbitro: | Madonia (Palermo) |

|              |           |  |
| Guerra 90+3’ | Marcatori |  |

| Arbitro: | Catanoso (Reggio Calabria) |

|                           |           |  |
| Volta 31’ (aut.) Ganz 62’ | Marcatori |  |

| Arbitro: | Djurdjevic (Trieste) |

|           |           |          |
| Ferri 52’ | Marcatori | 40’ Ganz |

| Arbitro: | Mastrodomenico (Matera) |

|                            |           |              |
| Ganz 21’ Buso 41’ Lora 89’ | Marcatori | 10’ Stronati |

| Arbitro: | Fiero (Pistoia) |

|                         |           |                 |
| Bifulco 11’ Ronaldo 53’ | Marcatori | 82’ (rig.) Ganz |

| Arbitro: | Panettella (Bari) |

|                        |           |  |
| Ganz 45+1’, 73’ (rig.) | Marcatori |  |

| Arbitro: | Burlando (Genova) |

|                            |           |                        |
| Gavioli 36’ Maistrello 53’ | Marcatori | 8’, 45’ Ganz 33’ Kraja |

| Arbitro: | Luciani (Roma) |

|                                  |           |  |
| Battistini 10’ Buso 56’ Nepi 75’ | Marcatori |  |

| Arbitro: | Baratta (Rossano) |

|           |           |  |
| Danti 56’ | Marcatori |  |

| Arbitro: | Emmanuele (Pisa) |

|               |           |              |
| Ganz 43’, 73’ | Marcatori | 30’ Iocolano |

| Arbitro: | Rinaldi (Bassano del Grappa) |

|                      |           |                 |
| Poletti 25’ Gusu 49’ | Marcatori | 82’ T. Morosini |

| Arbitro: | Andreano (Prato) |

|                         |           |             |
| Nesta 2’ T. Morosini 6’ | Marcatori | 56’ Bocalon |

| Arbitro: | Acanfora (Castellammare di Stabia) |

|               |           |                 |
| De Marchi 87’ | Marcatori | 41’ (aut.) Zaro |

| Arbitro: | Di Cicco (Lanciano) |

|            |           |                    |
| Giudici 8’ | Marcatori | 4’ Munari 48’ Nava |

| Arbitro: | Maranesi (Ciampino) |

|            |           |                |
| Nepi 45+2’ | Marcatori | 65’ K. Jimenez |

| Arbitro: | Giordano (Novara) |

|              |           |  |
| Pecorini 18’ | Marcatori |  |

#### Play-off
| Arbitro: | Acanfora (Castellammare di Stabia) |

|  |           |                          |
|  | Marcatori | 14’ Sportelli 89’ Pizzul |

### Coppa Italia Serie C
| Arbitro: | Burlando (Genova) |

|                          |           |              |
| Cori 42’ Tomaselli 45+2’ | Marcatori | 21’ Iocolano |

## Statistiche

### Statistiche di squadra
| Competizione         | Punti | In casa | In casa | In casa | In casa | In casa | In casa | In trasferta | In trasferta | In trasferta | In trasferta | In trasferta | In trasferta | Totale | Totale | Totale | Totale | Totale | Totale | DR |
| Competizione         | Punti | G       | V       | N       | P       | Gf      | Gs      | G            | V            | N            | P            | Gf           | Gs           | G      | V      | N      | P      | Gf     | Gs     | DR |
| -------------------- | ----- | ------- | ------- | ------- | ------- | ------- | ------- | ------------ | ------------ | ------------ | ------------ | ------------ | ------------ | ------ | ------ | ------ | ------ | ------ | ------ | -- |
| Serie C              | 55    | 19      | 11      | 4       | 4       | 34      | 18      | 19           | 5            | 3            | 11           | 17           | 24           | 38     | 16     | 7      | 5      | 51     | 42     | +9 |
| Coppa Italia Serie C | -     | 0       | 0       | 0       | 0       | 0       | 0       | 1            | 0            | 0            | 1            | 1            | 2            | 1      | 0      | 0      | 1      | 1      | 2      | -1 |
| Totale               | 55    | 19      | 11      | 4       | 4       | 34      | 18      | 20           | 5            | 3            | 12           | 18           | 26           | 39     | 16     | 7      | 6      | 52     | 44     | +8 |

### Andamento in campionato
| Giornata  | 1  | 2 | 3 | 4 | 5 | 6 | 7 | 8 | 9 | 10 | 11 | 12 | 13 | 14 | 15 | 16 | 17 | 18 | 19 | 20 | 21 | 22 | 23 | 24 | 25 | 26 | 27 | 28 | 29 | 30 | 31 | 32 | 33 | 34 | 35 | 36 | 37 | 38 |
| --------- | -- | - | - | - | - | - | - | - | - | -- | -- | -- | -- | -- | -- | -- | -- | -- | -- | -- | -- | -- | -- | -- | -- | -- | -- | -- | -- | -- | -- | -- | -- | -- | -- | -- | -- | -- |
| Luogo     | T  | C | T | C | T | C | T | C | T | C  | T  | C  | T  | C  | T  | C  | T  | T  | C  | C  | T  | C  | T  | C  | T  | C  | T  | C  | T  | C  | T  | C  | T  | C  | T  | C  | C  | T  |
| Risultato | P  | V | V | V | P | V | P | V | N | P  | P  | N  | P  | P  | P  | P  | V  | V  | N  | N  | V  | V  | P  | V  | N  | V  | P  | V  | V  | V  | P  | V  | P  | V  | N  | P  | N  | P  |
| Posizione | 17 | 8 | 5 | 5 | 6 | 5 | 6 | 5 | 5 | 7  | 7  | 6  | 9  | 9  | 11 | 14 | 13 | 10 | 10 | 10 | 7  | 7  | 11 | 8  | 8  | 6  | 8  | 7  | 6  | 5  | 5  | 5  | 6  | 5  | 5  | 5  | 6  | 6  |

Legenda:

Luogo: C = Casa; T = Trasferta. Risultato: V = Vittoria; N = Pareggio; P = Sconfitta.